# チャップリン・レヴュー
『チャップリン・レヴュー』（The Chaplin Revue）は、チャーリー・チャップリンのファースト・ナショナル社時代のサイレント映画3作品をまとめ、再編集した映画。1959年公開。収録されている3作品は、『犬の生活』（1918年）、『担へ銃』（1918年）、『偽牧師』（1923年）。再編集にあたってチャップリンは、自身が作曲した音楽とナレーションを加えた。これは、現代(公開当時において)の観客に受け入れられるようにと、チャップリンが意図したためである。また、映画本編以外の素材も追加されている。1918年に撮影され、未公開に終わった『映画の作り方』(How to Make Movies)（#外部リンク参照）という、チャップリン・スタジオ内部の様子を紹介したコメディータッチのドキュメンタリーの抜粋が冒頭に加えられたほか、第一次世界大戦の資料映像も、チャップリン自身のナレーションによる解説とともに収録されている。

## 製作の背景
映画がまだサイレントであった時代、チャップリンはハリウッドで最も人気のあるスターの一人だった。しかし、1950年代にマッカーシズムの犠牲者となり、妻のウーナ・オニールら家族と共にハリウッドを離れ、 スイスに居を構えることとなった。彼のそれまでの新作3本（『殺人狂時代』、『ライムライト』、『ニューヨークの王様』）は、必ずしも全世界で喝采をもって迎えられたという訳ではなく、彼のスターとしての人気に衰えが見られた。そのためチャップリンは、往年の人気を取り戻すため、「放浪者」のキャラクターを現代の観客の前に復活させるというアイデアを抱くようになった。
「放浪者」キャラクターの復活を実現させるため、チャップリンが最も効果的であると考えたのが、ファースト・ナショナル社時代の作品を再び公開することだったのである。

## キャスト
| 俳優                     | 犬の生活         | 担へ銃           | 偽牧師           |
| ------------------------ | ---------------- | ---------------- | ---------------- |
| チャーリー・チャップリン | 放浪者           | 新兵             | 脱獄囚           |
| エドナ・パーヴァイアンス | 酒場の歌手       | フランスの娘     | ブラウン嬢       |
| シドニー・チャップリン   | 屋台の主人       | ドイツ皇帝等     | 悪がきの父等     |
| ヘンリー・バーグマン     | 失業者           | ドイツの軍曹等   | 列車の保安官     |
| チャールズ・リーズナー   | 酒場のドラマー等 | -                | 泥棒             |
| アルバート・オースチン   | 悪漢             | ドイツ兵等       | -                |
| トム・ウィルソン         | 警官             | 軍曹             | -                |
| ロイヤル・アンダーウッド | -                | 小柄なドイツ士官 | 教会執事         |
| ジャック・ウィルソン     | -                | ドイツ皇太子     | -                |
| ジョン・ランド           | -                | アメリカ兵       | -                |
| J・パーク・ジョーンズ    | -                | アメリカ兵       | -                |
| トム・マレイ             | -                | -                | ブライアン保安官 |
| ディーン・リーズナー     | -                | -                | 悪がき           |
| メイ・ウェルズ           | -                | -                | 悪がきの母       |
| マック・スウェイン       | -                | -                | 教会執事         |
| キティ・ブラッドベリ     | -                | -                | ブラウン夫人     |

## 1959年再編集時のスタッフ
- チャーリー・チャップリン - 監督・製作・脚本・オリジナル音楽作曲
- ポール・デーヴィーズ - 編集
- デレク・パーソンズ - 編集
- ボブ・ジョーンズ - 録音
- エリック・ジェイムズ - 編曲
- エリック・ロジャーズ - 音楽指揮
- エリック・スピア - 編曲
- ジェローム・エプスタイン - チャップリンのアシスタント

## 世間の反応
往年の作品の再編集は、熱狂的なファンからの憤慨や、批評家からの批判を招いた。サウンドトラックを収録するにあたり、本来のフィルムで1コマだったフレームを2コマに増やすなど、映写スピードが調整された結果、サイレント版に比べ動きの速度が遅くなるとともに滑らかさも失われたのである。アメリカの批評家ウォルター・カーは、「3作品全ての映画のリズムや、作品中のチャップリンの仕事のリズムが完全に破壊されている。チャップリンをこれから知ろうとする人はこのようなものではなく、オリジナルを見るべきだ。」（cadence of all three films, and of Chaplin's work in them, is utterly destroyed. Let no newcomer to the form begin acquaintance with Chaplin on such terms; only the originals will do）と述べている。